# Austrelmis steineri
Austrelmis steineri là một loài bọ cánh cứng trong họ Elmidae. Loài này được Spangler miêu tả khoa học năm 1980.